# Izgarat
Izgarat est une localité et une commune rurale du Mali, chef-lieu d'arrondissement, dans le cercle de Ménaka et la région de Ménaka. 

## Histoire
La commune est créée en 2018. 

## Villages et fractions
La commune est composée de 5 villages. :
- Izgarat
- Tingassane
- Tamayatte
- Imbarame I Timikrouste
- Tabagoute II